# 奉天春日小学校
奉天春日小学校是位于奉天满铁附属地春日町的一所日本人小学。它是奉天满铁附属地的第一所公立日本人小学，早期常被称为奉天满铁小学校。
春日小学校设立时名为奉天寻常高等小学校，它与奉天居留民会所建立的公立奉天小学校（后来的敷岛小学校）是不同的学校。

## 沿革

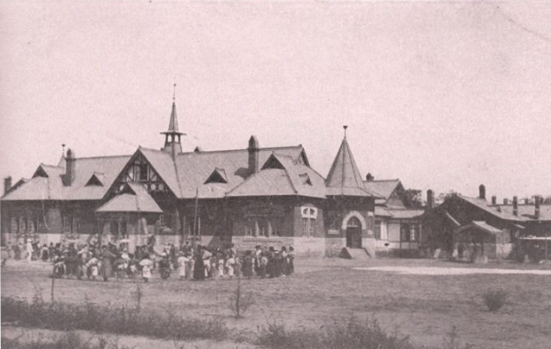
早期临时校舍

1908年4月27日，满铁在奉天满铁附属地设立奉天寻常高等小学校，首任校长为河村音吉:124。它是奉天满铁附属地的第一所公立小学:237。初创之时，校址位于西塔大街一丁目（今市府大路与胜利大街路口附近）。当时学校占地3052坪（約10089.26平方），有教室、室内体操场等。:18:41
1908年11月，春日町的校舍竣工，学校在12月搬迁:339至正式的校址。建校之时，学校有学生36名，覆盖的学区不仅包括奉天附属地，也包括周边浑河、沙河、苏家屯、虎石台等附属地。:41
1910年5月1日设立了附属实业补习学校，1913年6月1日设立了附属实科女学校（后改为家政女学校）。:339
1910年11月，满铁在奉天寻常高等小学校内设置图书室，供社员使用。该图书室是满铁附属地内最早设置的图书室，也是满铁奉天图书馆的前身。:184,185
1922年8月31日，弥生小学校设立，450名学生和10名教职员从奉天寻常高等小学校转入弥生小学校。1927年，因千代田小学校设立，又转出学生132名。1930年，因加茂小学校设立，又转出学生322名。尽管数次转出学生，因奉天满铁附属地居民的增加，春日小学校的学生数仍然不断增长，1934年4月时有学生1,514名，29个班级，教职员37名，累计毕业生4,400名以上。:339,340
1930年，学校改名为奉天春日寻常高等小学校。

## 附属幼稚园
1908年，奉天寻常高等小学校设立之时，因为附近居住有七、八名幼儿，学校以非正式的形式设立了“幼稚科”，并聘请了老师。:17,18
1909年4月1日，校方正式开设了附属幼稚园。该幼稚园受到满铁承认，得到满铁的资助。:17,18